# Marcel de Graaff
Marcel de Graaff (ur. 7 kwietnia 1962 w Rotterdamie) – holenderski polityk i konsultant, przewodniczący frakcji senackiej Partii Wolności, deputowany do Parlamentu Europejskiego VIII i IX kadencji.

## Życiorys
Absolwent teologii na Katolickim Uniwersytecie w Nijmegen (1988), ukończył także kurs informatyczny. Od 1989 pracował jako konsultant w branży nowych technologii. W 2010 był także nauczycielem religii w szkole średniej. W 2011 objął mandat członka Eerste Kamer, wyższej izby Stanów Generalnych. W 2012 został przewodniczącym frakcji senackiej Partii Wolności. W 2014 z ramienia PVV uzyskał mandat posła do Europarlamentu. W PE VIII kadencji został współprzewodniczącym grupy Europy Narodów i Wolności.
W Europarlamencie zasiadał do końca kadencji w 2019. Powrócił do niego w lutym 2020, obejmując jeden z dodatkowych mandatów, które przypadły Holandii po brexicie. W styczniu 2022 opuścił PVV, dołączając do Forum na rzecz Demokracji.